# Holin acetiltransferaza
Holin acetiltransferaza (ChAT) je enzim koji se sintetiše unutar tela neurona. On se zatim prenosi u nervne terminale putem aksoplazmnog protoka. Uloga holin acetiltransferaze je spajanje Acetil-CoA sa holinom, rezultat čega je formiranje neurotransmitera acetilholina. Kod ljudi je enzim holin acetiltransferaza kodiran  genom.

## Funkcija
Holinergički sistemi učestvuju u brojnim neurološkim funkcijama. Premene holinergičkih neurona mogu da doprinesu Alchajmerovoj bolesti. Protein kodiran ovim genom sintetiše neurotransmiter acetilholin. Alternativne splajsne varijante koje sadrže alternativne 5' netranslirene eksone su nađene. Postoje četiri splajsne varijante koje kodiraju identične 69 kDa duge proteine, dok jedna varijanta kodira 69 kDa i duži 82 kDa protein.
- Holin
- Acetilholin

On se često koristi kao imunohistohemijski marker za motorne neurone.

## Literatura
1. 1 2  „Entrez Gene: CHAT choline acetyltransferase”.
2. ↑  Strauss WL, Kemper RR, Jayakar P, Kong CF, Hersh LB, Hilt DC, Rabin M (1991). „Human choline acetyltransferase gene maps to region 10q11-q22.2 by in situ hybridization”. Genomics. 9 (2): 396—8. PMID 1840566. doi:10.1016/0888-7543(91)90273-H.

## Dodatna literatura
- Oda Y (2000). „Choline acetyltransferase: the structure, distribution and pathologic changes in the central nervous system”. Pathol. Int. 49 (11): 921—37. PMID 10594838. doi:10.1046/j.1440-1827.1999.00977.x.
- Oda Y, Nakanishi I, Deguchi T (1993). „A complementary DNA for human choline acetyltransferase induces two forms of enzyme with different molecular weights in cultured cells”. Brain Res. Mol. Brain Res. 16 (3–4): 287—94. PMID 1337937. doi:10.1016/0169-328X(92)90237-6.
- Toussaint JL; Geoffroy V; Schmitt M;  . (1992). „Human choline acetyltransferase (CHAT): partial gene sequence and potential control regions”. Genomics. 12 (2): 412—6. PMID 1339386. doi:10.1016/0888-7543(92)90395-9.
- Lorenzi MV, Trinidad AC, Zhang R, Strauss WL (1992). „Two mRNAs are transcribed from the human gene for choline acetyltransferase”. DNA Cell Biol. 11 (8): 593—603. PMID 1388731. doi:10.1089/dna.1992.11.593.
- Misawa H, Ishii K, Deguchi T (1992). „Gene expression of mouse choline acetyltransferase. Alternative splicing and identification of a highly active promoter region”. J. Biol. Chem. 267 (28): 20392—9. PMID 1400357.
- Cervini R, Rocchi M, DiDonato S, Finocchiaro G (1992). „Isolation and sub-chromosomal localization of a DNA fragment of the human choline acetyltransferase gene”. Neurosci. Lett. 132 (2): 191—4. PMID 1784419. doi:10.1016/0304-3940(91)90299-9.
- Strauss WL; Kemper RR; Jayakar P;  . (1991). „Human choline acetyltransferase gene maps to region 10q11-q22.2 by in situ hybridization”. Genomics. 9 (2): 396—8. PMID 1840566. doi:10.1016/0888-7543(91)90273-H.
- Viegas-Péquignot E; Berrard S; Brice A;  . (1991). „Localization of a 900-bp-long fragment of the human choline acetyltransferase gene to 10q11.2 by nonradioactive in situ hybridization”. Genomics. 9 (1): 210—2. PMID 2004764. doi:10.1016/0888-7543(91)90242-7.
- Itoh N; Slemmon JR; Hawke DH;  . (1986). „Cloning of Drosophila choline acetyltransferase cDNA”. Proc. Natl. Acad. Sci. U.S.A. 83 (11): 4081—5. PMC 323670 . PMID 3086876. doi:10.1073/pnas.83.11.4081.
- Hersh LB; Takane K; Gylys K;  . (1988). „Conservation of amino acid sequences between human and porcine choline acetyltransferase”. J. Neurochem. 51 (6): 1843—5. PMID 3183663. doi:10.1111/j.1471-4159.1988.tb01166.x.
- Berrard S; Brice A; Lottspeich F;  . (1988). „cDNA cloning and complete sequence of porcine choline acetyltransferase: in vitro translation of the corresponding RNA yields an active protein”. Proc. Natl. Acad. Sci. U.S.A. 84 (24): 9280—4. PMC 373252 . PMID 3480542. doi:10.1073/pnas.84.24.9280.
- Chireux MA, Le Van Thai A, Weber MJ (1995). „Human choline acetyltransferase gene: localization of alternative first exons”. J. Neurosci. Res. 40 (4): 427—38. PMID 7616604. doi:10.1002/jnr.490400402.
- Bausero P; Schmitt M; Toussaint JL;  . (1993). „Identification and analysis of the human choline acetyltransferase gene promoter”. Neuroreport. 4 (3): 287—90. PMID 7682855. doi:10.1097/00001756-199303000-00015.
- Quirin-Stricker C; Nappey V; Simoni P;  . (1994). „Trans-activation by thyroid hormone receptors of the 5' flanking region of the human ChAT gene”. Brain Res. Mol. Brain Res. 23 (3): 253—65. PMID 8057782. doi:10.1016/0169-328X(94)90232-1.
- Erickson JD; Varoqui H; Schäfer MK;  . (1994). „Functional identification of a vesicular acetylcholine transporter and its expression from a "cholinergic" gene locus”. J. Biol. Chem. 269 (35): 21929—32. PMID 8071310.
- Kengaku M, Misawa H, Deguchi T (1993). „Multiple mRNA species of choline acetyltransferase from rat spinal cord”. Brain Res. Mol. Brain Res. 18 (1–2): 71—6. PMID 8479291. doi:10.1016/0169-328X(93)90174-N.
- Misawa H; Matsuura J; Oda Y;  . (1997). „Human choline acetyltransferase mRNAs with different 5'-region produce a 69-kDa major translation product”. Brain Res. Mol. Brain Res. 44 (2): 323—33. PMID 9073174. doi:10.1016/S0169-328X(96)00231-8.
- Lönnerberg P, Ibáñez CF (1999). „Novel, testis-specific mRNA transcripts encoding N-terminally truncated choline acetyltransferase”. Mol. Reprod. Dev. 53 (3): 274—81. PMID 10369388. doi:10.1002/(SICI)1098-2795(199907)53:3<274::AID-MRD3>3.0.CO;2-8.
- Sakakibara A, Hattori S (2000). „Chat, a Cas/HEF1-associated adaptor protein that integrates multiple signaling pathways”. J. Biol. Chem. 275 (9): 6404—10. PMID 10692442. doi:10.1074/jbc.275.9.6404.
- Nicholas C. Price; Lewis Stevens (1999). Fundamentals of Enzymology: The Cell and Molecular Biology of Catalytic Proteins (Third изд.). USA: Oxford University Press. ISBN 019850229X.
- Eric J. Toone (2006). Advances in Enzymology and Related Areas of Molecular Biology, Protein Evolution (Volume 75 изд.). Wiley-Interscience. ISBN 0471205036.
- Branden C; Tooze J. Introduction to Protein Structure. New York, NY: Garland Publishing. ISBN 0-8153-2305-0.
- Irwin H. Segel. Enzyme Kinetics: Behavior and Analysis of Rapid Equilibrium and Steady-State Enzyme Systems (Book 44 изд.). Wiley Classics Library. ISBN 0471303097.
- William P. Jencks (1987). Catalysis in Chemistry and Enzymology. Dover Publications. ISBN 0486654605.

## Spoljašnje veze
- Choline+Acetyltransferase на 